# 黎氏宗祠 (番禺区)
黎氏宗祠，位于中国广东省广州市番禺区南村镇板桥上街，现为广州市文物保护单位，类型为古建筑，公布时间为1989年12月。
黎氏宗祠的历史年代为清代。